# Plaça de les Tres Cultures
La plaça de les Tres Cultures és una plaça ubicada al Conjunt Urbà Nonoalco Tlatelolco al nord del Centre Històric de la Ciutat de Mèxic, a l'alcaldia de Cuauhtémoc.
El seu nom prové del fet que els conjunts arquitectònics ubicats al seu voltant provenen de tres etapes històriques diferents:
- Cultura de Mesoamèrica: en concret la zona arqueològica de Tlatelolco, restes materials de l'altépetl de Mèxic-Tlatelolco. En aquesta època i en aquest lloc, va existir un mercat important que va proveir de tot tipus de mercaderies la població de la vall de Mèxic.

- Cultura espanyola: des de la conquesta de l'Imperi Asteca fins a la seva independència, representada per un convent i el temple catòlic de Santiago, del període colonial. A la zona es va fundar el Col·legi de Santa Cruz de Tlatelolco, a càrrec dels evangelitzadors Bernardino de Sahagún i Juan de Zumárraga. Els conqueridors tenien el costum de construir els seus temples cristians exactament sobre els temples precolombins ja que així n'aprofitaven les pedres per a la construcció i, a més, es produïa una sacralització de l'espai (allò sagrat damunt del sagrat) per a estendre el seu poder sobre una cultura considerada inferior.

- Cultura del Mèxic modern, representada per la Torre de Tlatelolco, seu fins al 2005 de la Secretaria de Relacions Exteriors i seu del Centre Cultural Universitari i Memorial del 68 de la UNAM, així com els edificis habitacionals del Conjunt Urbà Nonoalco Tlatelolco. Diverses d'aquestes edificacions són l'obra del destacat arquitecte Mario Pani Darqui.[2]

## Història

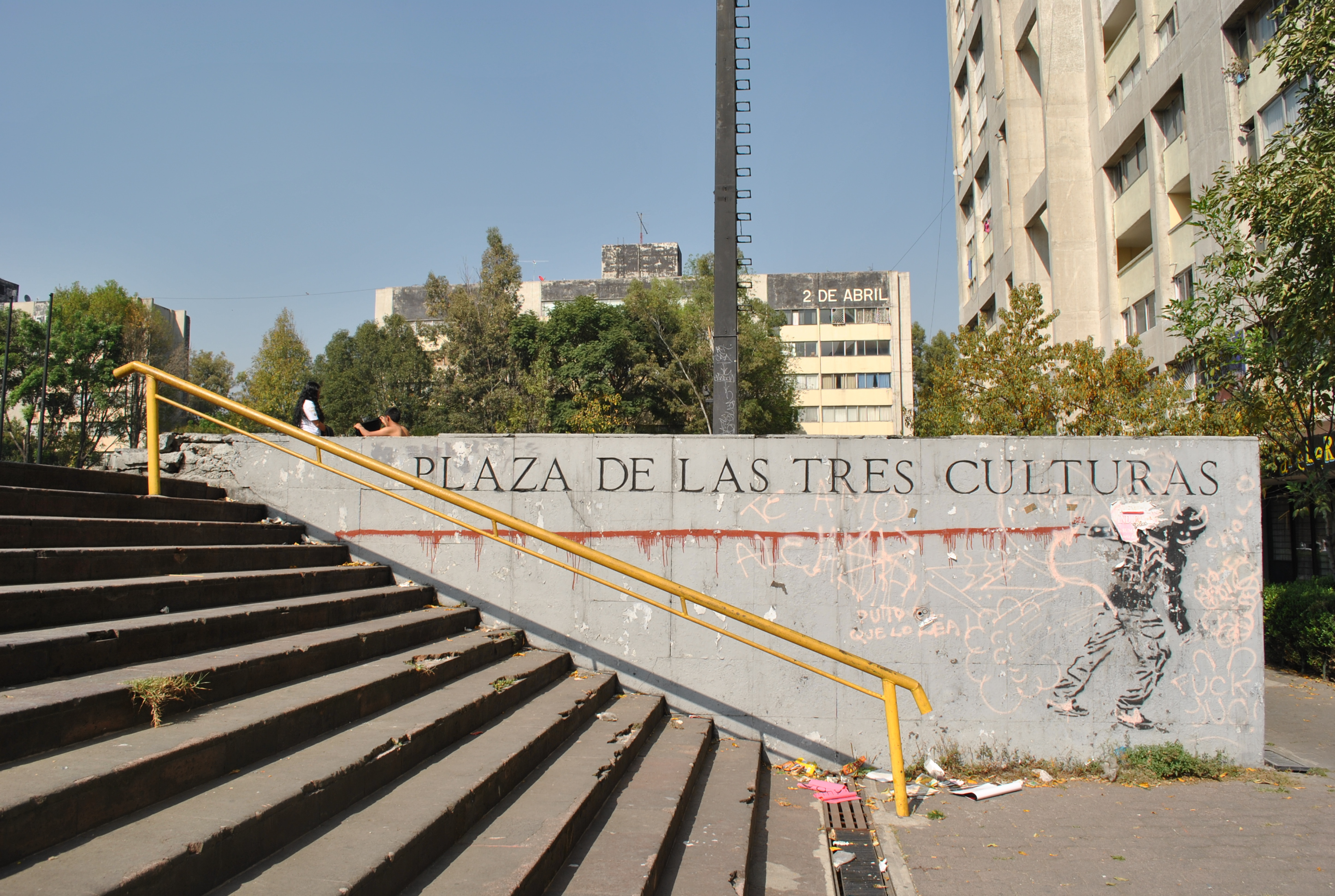

La plaça va ser inaugurada el 21 de novembre de 1964, pel president Adolfo López Mateos, com a element central del nou conjunt habitacional.
Aquí es va signar el 1967 el Tractat de Tlatelolco donant origen a Amèrica Llatina com a zona lliure d'armes nuclears. El tractat va ser obra principalment del diplomàtic mexicà Alfonso García Robles, que per això seria guardonat amb el Premi Nobel de la Pau el 1982.
En aquest lloc es va viure la massacre de Tlatelolco, el 2 d'octubre de 1968, fet ocorregut en el context del moviment estudiantil mexicà i en què van perdre la vida desenes de persones, principalment estudiants, a mans de l'exèrcit i la policia per ordres del president Gustavo Díaz Ordaz i el seu secretari de Governació, Luis Echeverría Álvarez. Les xifres oficials del Govern assenyalaren 40 morts, mentre alguns periodistes, escriptors i testimonis presencials estimen que la xifra va poder haver sobrepassat les 200 víctimes. Diversos escriptors mexicans van retratar els fets, sempre negats oficialment, en diverses obres avui clàssiques, entre ells Carlos Monsiváis, Elena Poniatowska i Octavio Paz. També van quedar plasmats a les lletres dels cantautors José de Molina i Fernando Delgadillo amb la cançó «No se olvida» i en obres cinematogràfiques com Rojo Amanecer.
Diverses de les edificacions van ser seriosament danyades en el terratrèmol de Mèxic de 1985, principalment l'edifici Nuevo León, proper a la plaça.